# Joe Van Holsbeeck
Joe van Holsbeeck († 12. dubna 2006 Brusel) byl sedmnáctiletý Belgičan, ubodaný na bruselském Centrálním nádraží kvůli tomu, že nechtěl svým vrahům dát MP3 přehrávač. Pachatelé byli dva romští ilegální imigranti původem z Polska. Byli dopadeni až v Polsku. Podobných vražd se v západní Evropě stalo několik.
Vražda údajně zvedla volební preference nacionalistické Vlaams Belang party i přes spolupráci muslimských komunit v Belgii při hledání pachatelů. Demonstrace organizovaná imigrantskou komunitou 19. dubna 2006 měla velice nízkou účast. Joe byl pohřben 20. dubna v soukromí. 23. dubna se za mrtvého konal tichý pochod Bruselem, kterého se zúčastnilo přes 80 000 lidí.